# Resolució 2340 del Consell de Seguretat de les Nacions Unides
La Resolució 2240 del Consell de Seguretat de les Nacions Unides fou adoptada per unanimitat el 8 de febrer de 2017. El Consell va ampliar el mandat del grup d'experts que supervisava les sancions contra el Darfur per un any.

## Observacions
El representant del Sudan va dir que el conflicte havia arribat a estar gairebé a tot arreu i, per tant, creia que era convenient aixecar les sancions contra el seu país. Per tant, va demanar al Consell de Seguretat que no "condemnés" els casos o mencionés qüestions que no tenien res a veure amb la realitat sobre el terreny. Una missió conjunta amb l'ONU va trobar que ja no era un problema arribar a qualsevol lloc del Darfur. També estava preocupat per l'informe filtrat del Comitè de Sancions.

## Contingut
El conflicte entre el govern i els rebels es va limitar ara a la regió al voltant de Jebel Marra. En general, la violència havia disminuït. Hi va haver preocupació sobre el suport estranger als grups armats al Darfur. Es va animar a aquests grups a participar en les negociacions de pau liderades per la Unió Africana.
Un altre problema era el trànsit d'armes al Darfur. El govern sudanès continuava violant les sancions imposades el 2005 portant armes i municions al Darfur sense l'aprovació prèvia del Comitè de Sancions. Es va demanar al govern sudanès que també aixequés l'estat d'emergència al Darfur.
Una preocupació més gran era que no tots els països seguissin les prohibicions de viatge i les sancions financeres imposades. El Comitè de Sancions havia d'abordar immediatament els països interessats.
El mandat del grup d'experts que va fer el treball de camp per al comitè de sancions es va ampliar fins al 12 de març de 2018. El panell no havia pogut entrar al Darfur l'any passat. Es va instar al govern sudanès a eliminar totes les restriccions i obstacles burocràtics.